# Hoplitis lapidaria
Hoplitis lapidaria är en biart som först beskrevs av Morawitz 1878.  Hoplitis lapidaria ingår i släktet gnagbin, och familjen buksamlarbin. Inga underarter finns listade i Catalogue of Life.